# Zombie Dawn
Zombie Dawn é um filme produzido no Chile e lançado em 2011.